# Viererbande
Die Viererbande (chin. 四人帮/四人幫 Sìrénbāng) war eine Gruppe von Führungskräften aus dem linken Flügel der Kommunistischen Partei Chinas, die vor und kurz nach Mao Zedongs Tod 1976 große Macht ausübte.
Die Viererbande hatte maßgeblichen Einfluss auf den Verlauf der Kulturrevolution. Die Entscheidungen, die von der Viererbande getroffen wurden, sind allerdings schwer von denen zu trennen, die von Mao selbst diktiert wurden. Diese Wissenslücke ermöglichte es späteren chinesischen Führungen, die Schuld an den grausamsten Taten der Kulturrevolution der Viererbande zuzuweisen und die zentrale Gründerfigur Mao damit zu entlasten.

## Mitglieder
Die Viererbande bestand aus Jiang Qing (der Frau Mao Zedongs), Zhang Chunqiao, Yao Wenyuan und Wang Hongwen. Später zählte man auch Kang Sheng und Xie Fuzhi dazu, die 1976 bereits verstorben waren. Der chinesische General Lin Biao war bis zu seinem Tod im Jahre 1971 ebenfalls ein Mitglied der Gruppe. Enge Verbündete der Viererbande waren Chen Boda und Maos Neffe Mao Yuanxin.

## Macht
Zhang, Yao und Wang waren regionale Parteiführer in Shanghai. Als Mao 1966 die Kulturrevolution ausrief, um die damalige Führung der Kommunistischen Partei zu bekämpfen, übernahm Jiang Qing, die bis dahin nicht öffentlich in Erscheinung getreten war, eine aktive Rolle. Die Machtübernahme gelang der Viererbande einerseits durch die direkte Kontrolle über die Massenmedien und andererseits durch Ausnutzung des Prestiges, das Jiang Qing als Frau des Staatsgründers Mao genoss.
Laut chinesischen Quellen hatte Jiang Qing den Plan, unmittelbar nach Maos Tod die Macht an sich zu reißen. Dazu hätte sie belastendes Material gegen Hua Guofeng, Ye Jianying, Lin Biaos Nachfolger als Verteidigungsminister, und andere altgediente Kader veröffentlicht, um nach deren Beseitigung den Parteivorsitz zu übernehmen. Zhang Chunqiao, Wang Hongwen und Yao Wenyuan hätten Vizevorsitzende werden sollen. Während des Schauprozesses 1980 konnte die Planung des Sturzes Hua Guofengs zwar nicht eindeutig bewiesen, jedoch mit hoher Wahrscheinlichkeit angenommen werden.

## Bezeichnung
Der Name „Viererbande“ wurde dieser Gruppe von Mao selbst gegeben. Mao war sich bewusst, dass diese Gruppe eine potentielle Gefahr für seinen alleinigen Machtanspruch darstellte, und warnte Jiang Qing: „Ihr müsst aufpassen. Bildet nicht eine kleine Fraktion von vier Leuten.“

## Sturz
1976 war von vielen einschneidenden Ereignissen geprägt. Premierminister Zhou Enlai starb am 8. Januar, der relativ unbekannte Hua Guofeng wurde sein Nachfolger; zunächst provisorisch, endgültig nach der Niederschlagung des Tian’anmen-Zwischenfalls am 5. April. Dies war die erste spontane Trauer- und Protestbewegung seit Beginn der VR China. In der Folge wurde Deng Xiaoping gestürzt. Nach Maos Tod am 9. September wurde Hua Guofeng auch zu dessen Nachfolger als Vorsitzenden der Kommunistischen Partei Chinas (KPCh) ernannt. Maos Tod löste den Machtkampf zwischen Radikalen und Moderaten aus; er endete am 9. Oktober mit der Verhaftung der Viererbande und einiger ihrer Anhänger.
Seit dem X. Parteitag der KPCh 1973 hatte sich eine empfindliche Machtstruktur herauskristallisiert. Premierminister Zhou Enlai, der die Kulturrevolution zwar immer geduldet, jedoch nie vollständig unterstützt hatte, holte Deng Xiaoping am 22. Februar 1973 aus der Verbannung zurück und dann in die Regierung.
Nach dem Nationalen Volkskongress im Januar 1975 konsolidierten sich folgende drei Gruppen:
Radikale
Maos ehemalige Verbündete, als er die Kulturrevolution ins Leben gerufen hatte. Diese Gruppe stieg im Zuge der Kulturrevolution auf und zählt damit zu deren Nutznießern.
Altgediente Revolutionäre
Diese Gruppe war während der Kulturrevolution Attacken und Anfeindungen ausgesetzt und war damit negativ eingestellt.
Moderate
Obwohl viele Mitglieder dieser Gruppe während der Kulturrevolution zur Prominenz aufgestiegen und somit auch politisch mit ihr verbunden waren, zählte diese Gruppe nicht notwendigerweise zu den Befürwortern der Kulturrevolution. Nach Maos Tod tendierten sie eher zu den altgedienten Kadern.
Die sich ändernde Machtstruktur wirkte sich auf die Zusammensetzung des Politbüros aus. Die 21 Mitglieder wurden auf 16 reduziert, von denen lediglich sechs den Radikalen zuzuordnen waren. Nach dem Tod von fünf der neun Mitglieder des Ständigen Komitees waren die verbliebenen zwei Radikalen (Zhang Chunqiao, Wang Hongwen) ohne nennenswerten Einfluss. Sie standen den Moderaten Hua Guofeng, Chen Xilian, Ji Denghai, Wang Dongxing, Wu De und Chen Yonggai gegenüber.
Die 20 Ministerien des chinesischen Staatsrats befanden sich unter der Kontrolle der Veteranen. Die Viererbande hatte lediglich Einfluss auf die Ministerien für Gesundheit, Kultur und Sport und erhielt einige Unterstützung im Ministerium für öffentliche Sicherheit, im Baugewerbe und in der Rüstungsindustrie. Innerhalb der elf Militärregionen hatten sie nur Befürworter in Nanjing und Shenyang, was maßgeblichen Einfluss auf ihren Sturz hatte, da sie auf die Unterstützung der zwei wichtigen Militärführer Wang Dongxing und Chen Xilian gehofft hatten. Doch Hua hatte die Armee schon auf seine Seite gebracht, daher blieben sämtliche Anstrengungen der Viererbande auf diesem Gebiet erfolglos.
Am 6. Oktober 1976 wurden Zhang Chunqiao, Wang Hongwen und Xao Wenyuan unter dem Vorwand zu einem Treffen des Ständigen Komitees des Politbüros geladen: es bestünde die Notwendigkeit, sowohl über die Veröffentlichung ausgewählter Schriften Maos, als auch propagandatechnische Fragen zu diskutieren. Hua ließ die drei vor Ort verhaften und laut Han Suyin in Handschellen abführen. Um keinen Verdacht zu erregen, wurde Jiang Qing nicht eingeladen, denn sie war weder ein Mitglied des Ständigen Komitees noch mit propagandatechnischen Fragen betraut. Sie wurde zeitgleich in Maos Residenz in Zhongnanhai verhaftet. In derselben Nacht wurden die Propagandisten der Viererbande an der Peking-Universität und das Zeitungsbüro unter Arrest gestellt. Kurz darauf wurde eine Medienkampagne gegen Jiang Qing eingeleitet, in der sie erstmals als Mitglied der Viererbande bezeichnet und für die Missstände der Kulturrevolution mit verantwortlich gemacht wurde.
Im Oktober begannen landesweite Anklagen der Viererbande, die ihren Höhepunkt in der Veröffentlichung der angeblichen Vergehen fanden. In Peking sowie in vielen anderen großen und kleinen Städten feierten die Menschen auf den Straßen das Ende der Kulturrevolution mit dem Fall der Viererbande.
1980 wurden die vier Mitglieder einem Gericht vorgeführt, wo man sie beschuldigte, gegen die Partei agitiert zu haben. Jiang Qing und Zhang Chunqiao wurden am 25. Januar 1981 zum Tode verurteilt. Beide bestritten vehement, für die Gräueltaten der Kulturrevolution verantwortlich zu sein. Jiang Qing beteuerte unter Tränenausbruch, nur die Befehle Maos ausgeführt zu haben. Beide Strafmaße wurden später in lebenslange Haft umgewandelt. Yao Wenyuan und Wang Hongwen hatten sich während des Prozesses reuig gezeigt und blieben von der Todesstrafe verschont. Wang Hongwen wurde zu lebenslanger Haft und Yao Wenyuan zu einer 20-jährigen Freiheitsstrafe verurteilt.
Mit der Bestrafung der Viererbande konnte die chinesische Führung Schuldige für die Fehlschläge der Kulturrevolution vorweisen und verantwortlich machen, ohne die Herrschaft der chinesischen KP an sich in Frage zu stellen.
Die Auflösung der Viererbande im Jahr 1976 markierte das Ende der Kulturrevolution. Nach dem Tod Lin Biaos ebbte auch die Wirkung der Kulturrevolution ab. Das Land hatte inzwischen enorme wirtschaftliche und kulturelle Verluste hinnehmen müssen. Die chinesische Propaganda vertritt heute den Standpunkt, Mao habe sich in seinem letzten Lebensjahr noch gegen seine Frau Jiang und damit gegen die Viererbande gewandt. Eine genaue Rekonstruktion der Ereignisse ist bis heute nicht möglich. Dafür spricht jedoch, dass Jiang Qing mit ihren Töchtern von Zhongnanhai nach Diaoyutai gezogen war und Mao nicht ohne ausdrückliche Erlaubnis sehen durfte. Sicher ist, dass die Viererbande bei Mao Zedong stark an Ansehen verloren hatte. Trotzdem hatte Mao ihnen das Erbe der Kulturrevolution hinterlassen, wenn auch nicht die Macht über Staat und Partei.